# Tuffi ai Giochi della XXIV Olimpiade
Si sono svolti 4 eventi: le gare dal trampolino e dalla piattaforma, sia maschili che femminili.

## Podi

### Uomini
| Evento                      | Oro           | Perform. | Argento     | Perform. | Bronzo     | Perform. |
| Tuffi individuali           |               |          |             |          |            |          |
| Trampolino 3 m (dettagli)   | Greg Louganis | 730,80   | Tan Liangde | 704,88   | Li Deliang | 665,28   |
| Piattaforma 10 m (dettagli) | Greg Louganis | 638,61   | Xiong Ni    | 637,47   | Jesús Mena | 594,39   |

### Donne
| Evento                      | Oro       | Perform. | Argento          | Perform. | Bronzo          | Perform. |
| Tuffi individuali           |           |          |                  |          |                 |          |
| Trampolino 3 m (dettagli)   | Gao Min   | 580,23   | Li Qing          | 534,33   | Kelly McCormick | 533,19   |
| Piattaforma 10 m (dettagli) | Xu Yanmei | 445,20   | Michele Mitchell | 436,95   | Wendy Williams  | 400,44   |

## Medagliere
| Posizione | Paese       | Oro | Argento | Bronzo | Totale |
| --------- | ----------- | --- | ------- | ------ | ------ |
| 1         | Cina        | 2   | 3       | 1      | 6      |
| 2         | Stati Uniti | 2   | 1       | 2      | 5      |
| 3         | Messico     | 0   | 0       | 1      | 1      |
| Totale    | Totale      | 4   | 4       | 4      | 12     |